# Ходакувка
Ходакувка (пол. Chodakówka) — село в Польщі, у гміні Каньчуга Переворського повіту Підкарпатського воєводства.
Населення — 113 осіб (2011).
У 1975-1998 роках село належало до Перемишльського воєводства.

## Демографія
Демографічна структура станом на 31 березня 2011 року:
|          | Загалом | Допрацездатний вік | Працездатний вік | Постпрацездатний вік |
| -------- | ------- | ------------------ | ---------------- | -------------------- |
| Чоловіки | 57      | 9                  | 38               | 10                   |
| Жінки    | 56      | 7                  | 26               | 23                   |
| Разом    | 113     | 16                 | 64               | 33                   |